# Bulgarisch-türkische Beziehungen
Die Bulgarisch-türkischen Beziehungen sind das zwischenstaatliche Verhältnis zwischen Bulgarien und der Türkei. Beide Länder sind Nachbarn und haben eine knapp 270 Kilometer lange gemeinsame Grenze. Bulgarien erlangte 1908 seine endgültige Unabhängigkeit vom Osmanischen Reich. Die lange belasteten Beziehungen haben sich nach 1990 deutlich verbessert. Es gibt eine türkische Minderheit in Bulgarien, die 2021 knapp 8,4 Prozent der Bevölkerung ausmachte. In der Türkei leben über 300.000 Menschen mit bulgarischer Staatsangehörigkeit.

## Geschichte
Die Protobulgaren waren ein Turkvolk aus Zentralasien, welches sich nach dem Zerfall des Großbulgarischen Reiches im 7. Jahrhundert auf dem Balkan niederließ. Im Frühmittelalter wurden die Protobulgaren slawisiert und gründeten weitere Großreiche auf dem Balkan. Die Protobulgaren waren die Bevölkerung, aus denen sich die späteren Bulgaren bildeten. Das orthodoxe Bulgarien konkurrierte mit den muslimischen Osmanen um die Vorherrschaft auf dem Balkan und wurde im 15. Jahrhundert schließlich in einer Reihe von Kriegen unterworfen und ins Osmanisches Reich eingegliedert. Zahlreiche Türken wanderten während der osmanischen Herrschaft nach Bulgarien ein, und bei der osmanischen Volkszählung von 1831 waren knapp 37 Prozent der Bevölkerung des osmanischen Bulgariens Muslime. Die islamische Bevölkerung umfasste allerdings nicht nur Türken, sondern auch alle anderen Muslime, z. B. muslimische Roma und Bulgaren, die zum Islam konvertierten.
Nach dem Russisch-Türkischen Krieg (1877–1878) und der Gründung des Fürstentums Bulgarien und der autonomen Provinz Ostrumelien begann ein Teil der türkischen Bevölkerung in den bulgarischen Gebieten in das Osmanische Reich abzuwandern. Auch die Bulgaren in Anatolien wanderten ins neugegründete Bulgarien ab. Der unter internationaler Vermittlung zustande gekommene Status Bulgariens als osmanischer Vasall bestand nur de jure, und Bulgarien erkannte die Oberherrschaft von Istanbul höchstens formal an. Bulgarien hatte eine eigene Verfassung, eine eigene Flagge und Hymne und betrieb eine eigenständige Außenpolitik. Ab 1880 hatte es auch eine eigene Währung. Im Jahr 1885 wurde Ostrumelien nach einer unblutigen Revolution de facto von Bulgarien annektiert, was das Osmanische Reich mit dem Tophane-Vertrag akzeptierte. Am 5. Oktober 1908 erklärte Bulgarien schließlich seine vollständige Unabhängigkeit als Königreich Bulgarien. In den Balkankriegen konnte Bulgarien weitere Gebiete von den Osmanen erobern und die heutige Grenze zwischen Bulgarien und der Türkei wurde 1913 mit dem Vertrag von Konstantinopel festgelegt, der den Kriegszustand zwischen beiden Seiten beendete.
Während des Ersten Weltkriegs (1914–1918) kam es nicht zu bewaffneten Konflikten zwischen den Osmanen und den Bulgaren, da letztere sich auf den Angriff auf Serbien konzentrierten. Der Krieg führte zum Zusammenbruch der Osmanischen Reiches, dessen Nachfolger die Republik Türkei wurde. Diese nahm diplomatische Beziehungen mit Bulgarien auf, das mit dem Vertrag von Lausanne die gegenseitigen Grenzen anerkannte. In der Zwischenkriegszeit verbündete sich die Türkei mit Griechenland, Jugoslawien und Rumänien in der 1934 geschlossenen Balkanentente gegen Bulgarien und Ungarn. Im bald darauf folgenden Zweiten Weltkrieg blieb die Türkei neutral, während Bulgarien mit den Achsenmächten kooperierte. Nach dem Ende des Kriegs wurde Bulgarien als Volksrepublik Bulgarien ein sowjetischer Satellitenstaat und Teil des Warschauer Pakts, während die Türkei eine prowestliche Außenpolitik betrieb und der NATO beitrat. Die Beziehungen wurden auch durch die Diskriminierung der türkischen Minderheit durch die bulgarischen Kommunisten belastet, was zu Anschlägen durch die Türkische Nationale Befreiungsbewegung in Bulgarien führte. Im Jahr 1989, kurz vor dem Ende der kommunistischen Herrschaft, flohen über 300.000 Angehörige der türkischen Minderheit vor den Repressionen der bulgarischen Regierung in die Türkei.
Nach der Demokratisierung Bulgariens in den 1990er Jahren wurden den bulgarischen Türken Minderheitenrechte zuerkannt. Außenpolitisch kam es zur Konvergenz mit der Türkei, als Bulgarien nun ebenfalls der NATO beitrat. Die bulgarisch-türkischen Beziehungen entwickelten sich in der Folgezeit positiv. Beide Länder unterzeichneten zahlreiche Abkommen zur zwischenstaatlichen Zusammenarbeit und intensivierten besonders ihre Wirtschaftsbeziehungen. Bulgarien unterstützt auch einen möglichen EU-Beitritt der Türkei. Aufgrund der hohen Zahl an Flüchtlingen aus Nordafrika und dem Nahen Osten, die die EU-Außengrenzen überquerten, begann Bulgarien allerdings 2014 einen Grenzzaun an seiner Grenze mit der Türkei zu errichten.

## Wirtschaftsbeziehungen
Beide Länder sind wichtige Wirtschaftspartner. Für Bulgarien gehört die Türkei zu den fünf führenden Handelspartnern und hat einen Anteil von knapp 8 Prozent am gesamten Außenhandel. Zwischen 2020 und 2022 stieg das bilaterale Handelsvolumen von 4,8 auf 7,4 Milliarden US-Dollar. Über 1500 türkische Unternehmen sind in Bulgarien tätig, die mehr als zwei Milliarden US-Dollar im Land investiert haben.

## Diplomatische Standorte
- Bulgarien hat eine Botschaft in Ankara, zwei Generalkonsulate in Istanbul und Edirne sowie eine Kanzlei in Bursa.
- Die Türkei hat eine Botschaft in Sofia und zwei Generalkonsulate in Plowdiw und Burgas.